# 슈발레-에일렌베르크 대수
추상대수학에서 슈발레-에일렌베르크 대수(Chevalley-Eilenberg代數, 영어: Chevalley–Eilenberg algebra)는 리 대수에 대하여 대응되는 미분 등급 대수이다. 이는 코쥘 쌍대성의 특수한 경우이다.

## 정의
체 {\displaystyle K} 위의 리 대수 {\displaystyle {\mathfrak {g}}}가 주어졌다고 하자. 또한, {\displaystyle {\mathfrak {g}}}가 유한 차원 {\displaystyle K}-벡터 공간이라고 하자.
그렇다면, 그 쌍대 공간 {\displaystyle {\mathfrak {g}}^{*}}으로 생성되는 자유 외대수
{\displaystyle \bigwedge ({\mathfrak {g}})=\bigoplus _{n\in \mathbb {N} }\bigwedge ^{n}{\mathfrak {g}}^{*}=K\oplus {\mathfrak {g}}^{*}\oplus {\mathfrak {g}}^{*}\wedge {\mathfrak {g}}^{*}\oplus \dotsb }
위에 다음과 같은 미분을 다음과 같이 곱 규칙을 통해 정의할 수 있다.
{\displaystyle (\mathrm {d} \alpha )(x,y)=-{\frac {1}{2}}\alpha ([x,y])\qquad (x,y\in {\mathfrak {g}},\;\alpha \in {\mathfrak {g}}^{*})}
이 연산이 멱영 연산인 것({\displaystyle \mathrm {d} \circ \mathrm {d} =0})은 야코비 항등식과 동치이다. 만약 지표를 쓴다면, {\displaystyle {\mathfrak {g}}}의 기저를 {\displaystyle (t_{i})_{i\in I}}, {\displaystyle {\mathfrak {g}}^{*}}의 쌍대 기저를 {\displaystyle (t^{i})^{i\in I}}라고 하고, 구조 상수가
{\displaystyle [t_{i},t_{j}]=f^{i}{}_{jk}t_{i}}
라고 할 때,
{\displaystyle (\mathrm {d} t)^{i}=-{\frac {1}{2}}f^{i}{}_{jk}t^{j}\wedge t^{k}}
이다.
그렇다면, {\displaystyle \textstyle (\bigwedge {\mathfrak {g}}^{*},\mathrm {d} )}는 {\displaystyle K} 위의 자연수 등급 미분 등급 대수를 이룬다. 이를 {\displaystyle {\mathfrak {g}}}의 슈발레-에일렌베르크 대수 {\displaystyle \operatorname {CE} ({\mathfrak {g}})}라고 한다.
보다 일반적으로, 이 구성은 임의의 L∞-대수에 대하여 일반화될 수 있다.

## 성질
체 {\displaystyle K} 위의 유한 차원 리 대수 {\displaystyle {\mathfrak {g}}}의 리 대수 코호몰로지는 {\displaystyle {\mathfrak {g}}}의 슈발레-에일렌베르크 대수의 (곱셈을 잊은) 공사슬 복합체의 코호몰로지와 같다.
{\displaystyle \operatorname {H} ^{\bullet }({\mathfrak {g}})=\operatorname {H} ^{\bullet }(\operatorname {CE} ({\mathfrak {g}}))}

## 예

### 아벨 리 대수
체 {\displaystyle K} 위의 유한 차원 벡터 공간 {\displaystyle V}에 항상 0인 리 괄호를 주자. 그렇다면, 그 슈발레-에일렌베르크 대수는 자명한 미분 {\displaystyle \mathrm {d} =0}이 주어진 등급 벡터 공간인 외대수
{\displaystyle \operatorname {CE} (V)=\textstyle \bigwedge V^{*}}
이다.

### 𝔰𝔲(2)
파울리 행렬로 생성되는 실수 리 대수
{\displaystyle {\mathfrak {su}}(2)=\operatorname {Span} _{\mathbb {R} }\{\sigma ^{1},\sigma ^{2},\sigma ^{3}\}}
{\displaystyle [\sigma ^{j},\sigma ^{k}]=2\epsilon _{i}{}^{jk}\sigma ^{i}}
의 경우, 그 쌍대 기저
{\displaystyle \sigma _{1},\sigma ^{2},\sigma ^{3}}
에 대하여 미분 연산은 다음과 같다.
{\displaystyle \mathrm {d} \sigma _{i}=-\epsilon _{i}{}^{jk}\sigma _{j}\sigma _{k}}
유리수 호모토피 이론에 따라 이에 대응하는 공간은 3차원 초구인데, 이는 리 군 SU(2)가 매끄러운 다양체로서 3차원 초구와 미분 동형이기 때문이다.

### 드람 코호몰로지
매끄러운 다양체 {\displaystyle M}이 주어졌을 때, 그 위의 벡터장 {\displaystyle \operatorname {Vect} (U)=\Gamma (\mathrm {T} M;U)}은 리 미분을 통해 리 대수의 층을 이룬다.
이 경우, 층의 각 단면 공간에 대하여 슈발레-에일렌베르크 대수를 구성할 수 있으며, 이 역시 층을 이룬다. 이 미분 등급 대수의 층은 미분 형식의 층
{\displaystyle \operatorname {\Omega } (-)}
이며, 그 코호몰로지는 드람 코호몰로지이다.

## 역사
클로드 슈발레와 사무엘 에일렌베르크의 이름을 땄다.